# Fujifilm Business Innovation
Fujifilm Business Innovation Corporation (em japonês: 富士フイルムビジネスイノベーション株式会社), anteriormente conhecida como Fuji Xerox Co., Ltd., é uma empresa japonesa especializada no desenvolvimento, produção e venda de produtos e serviços relacionados à xerografia e documentos na região da Ásia-Pacífico. Como uma subsidiária integral da Fujifilm Holdings, sua sede está localizada em Midtown West, Akasaka, Minato, Tóquio.
Originalmente estabelecida como uma joint venture entre a Fujifilm e a empresa americana de gestão de documentos Xerox, a Fuji Xerox desempenhou um papel de destaque na indústria por 59 anos. No entanto, em 2019, a Fujifilm assumiu a propriedade total ao adquirir as ações remanescentes, encerrando a parceria de longa data com a Xerox. O fim formal dessa colaboração ocorreu em 31 de março de 2021.

## História
A Fuji Xerox foi fundada em 1962 como uma parceria 50:50 com a Rank Xerox. A Rank Xerox foi incorporada à Xerox Corporation em 1997.
Inicialmente atuando como distribuidora exclusiva dos produtos da Rank Xerox, a Fuji Xerox passou a desenvolver suas próprias pesquisas e inovações, lançando máquinas e dispositivos xerográficos proprietários. Um dos primeiros marcos dessa transição foi a criação da fotocopiadora FX2200 em 1973, reconhecida como a menor copiadora do mundo na época. Além da distribuição, a Fuji Xerox desempenhou um papel fundamental no avanço das tecnologias de impressão em cores, contribuindo para a inovação e fabricação de diversos dispositivos comercializados pela Xerox Corporation. Entre seus destaques está a introdução do "Xero Printer 100" em 1987, reconhecido como a primeira impressora/copiadoura multifuncional do mundo.
Fuji Xerox expandiu suas operações para a Austrália, Nova Zelândia, Singapura e Malásia em 1982, ao adquirir os direitos de distribuição da Xerox Corporation. Para gerenciar essas operações, a empresa estabeleceu a subsidiária Fuji Xerox Asia Pacific Pte, com sede em Singapura.
Em 2000, a Xerox Corporation transferiu suas operações na China e em Hong Kong para a Fuji Xerox. Em 2001, a Fuji Photo Film Co. aumentou sua participação na joint venture para 75%.
Em março de 2009, a empresa empregava 40.646 pessoas (Consolidado).
Em 31 de janeiro de 2018, a Xerox anunciou um acordo com a Fujifilm para a aquisição de uma participação controladora de 50,1% na empresa, no valor de US$ 6,1 bilhões. O objetivo dessa negociação era fundir as duas entidades numa única empresa, a Fuji Xerox, criando uma companhia com valor de mercado agregado de US$ 18 bilhões. No entanto, o acordo foi cancelado em maio de 2018 devido à resistência do conselho da Xerox.
Em 5 de novembro de 2019, a Fujifilm anunciou que iria adquirir os 25% restantes da participação da Fuji Xerox pertencentes à Xerox, por um total de US$ 2,3 bilhões.
Em 6 de janeiro de 2020, a Fujifilm anunciou que não renovaria seu acordo tecnológico com a Xerox quando este expirasse no final de março de 2021, e que a Fuji Xerox seria renomeada para Fujifilm Business Innovation Corporation em abril de 2021. A Fujifilm declarou que a separação da joint venture permitiria "utilizar nossas próprias tecnologias e sinergizar com tecnologias de outras empresas do Grupo Fujifilm para produzir e comercializar produtos e soluções sob nossa nova marca globalmente". A empresa manterá seus acordos de fornecimento de produtos com a Xerox.

## Sede

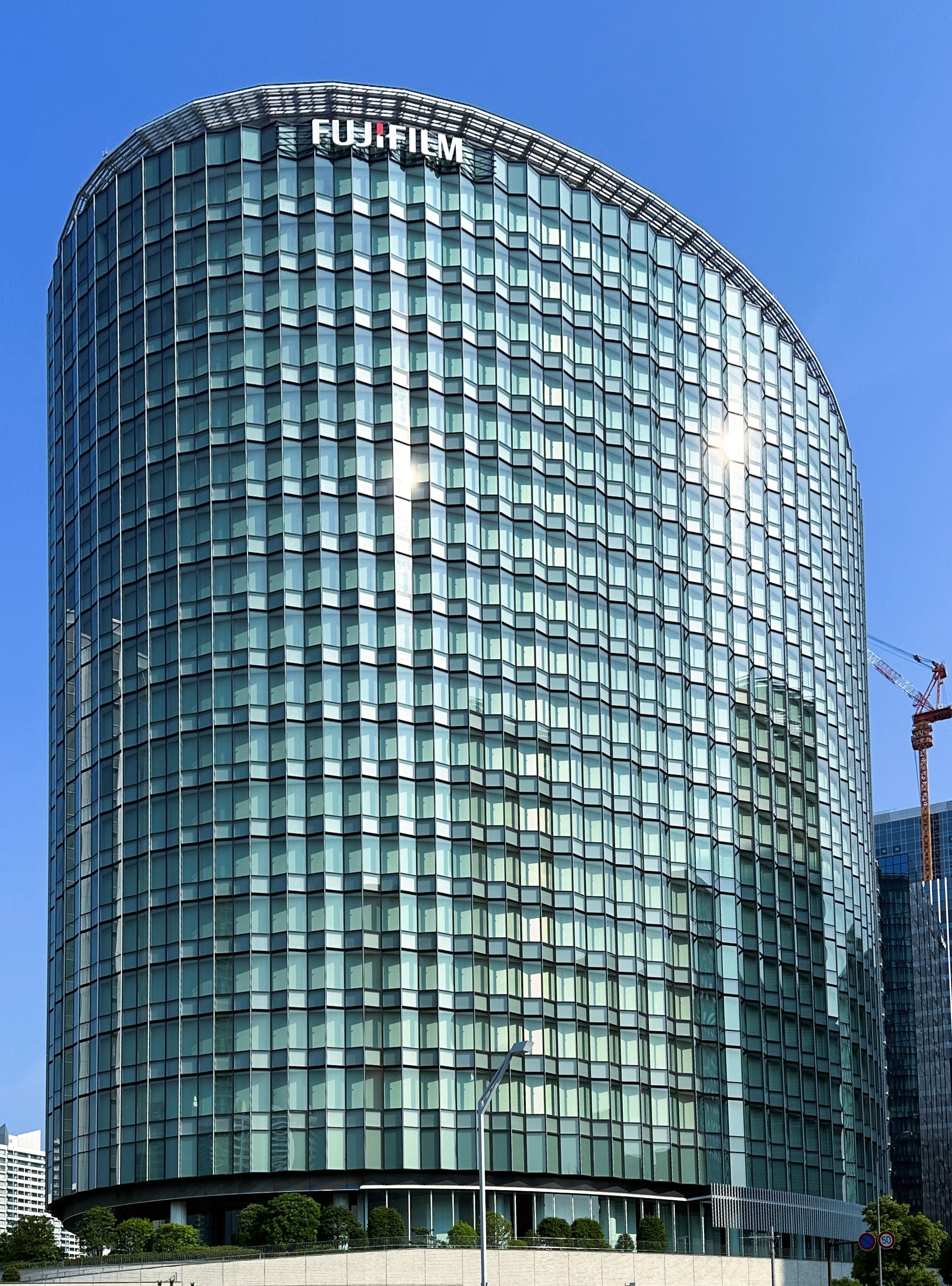
Fujifilm Business Innovation, Sede.

A Fujifilm Business Innovation Corporation tem sua sede localizada no Tokyo Midtown West, em Minato, Tóquio. Além disso, a empresa mantém um escritório importante na Toyosu Bayside Cross Tower, em Kōtō, Tóquio, e possui filiais estrategicamente posicionadas em Yokohama, Ebina e Minamiashigara, na província de Kanagawa.

## Impressoras Docuprint
A partir de fevereiro de 2024, as impressoras Docuprint fabricadas pela FujiXerox terão todos os seus drivers removidos com uma mensagem de Fim de Vida Útil. Os drivers do Windows não são detectados nativamente pelo Windows Update. E os drivers disponíveis anteriormente, como para CM205b disponível aqui, foram removidos do site oficial.